# Heinrich Emil Albert Knoevenagel
Heinrich Emil Albert Knoevenagel, conegut com a Emil Knoevenagel (18 de juny de 1865, Hannover, Regne de Hannover - 11 d'agost de 1921, Berlín, Alemanya) fou un químic alemany que establí la reacció de condensació Knoevenagel.

## Biografia
Knoevenagel estudià química a la Universitat de Hannover, a continuació, fou assistent de Viktor Meyer primer a la Universitat de Göttingen i després a la Universitat de Heidelberg, on completà la seva formació el 1892. Fou professor a Heidelberg des de 1896.

## Obra
Estudià la síntesi de compostos heterocíclics nitrogenats. La reacció de condensació Knoevenagel del benzaldehid amb nitroalcans esdevingué un mètode clàssic per a la preparació de nitroalquens, que són uns intermedis de síntesi molt valuosos.